# Lutherse kerk (Delft)
De Lutherse Kerk, voor de Reformatie Sint-Joriskapel geheten, is een kerk aan het Noordeinde in de plaats Delft, in de Nederlandse provincie Zuid-Holland. 
Het gebouw was de oorspronkelijke kapel van het Sint-Jorisgasthuis en werd in de tweede helft van de 15e eeuw gebouwd. Een eerdere kerk op die locatie zou volgens oorkonden al in 1407 zijn opgericht. De kerk heeft een tijd (ca. 1600 - 1677) dienstgedaan als dolhuis. In de periode van het einde van de 16e eeuw tot 1764 deed de ruimte dienst als stadsartilleriemagazijn. In 1768 werd het verbouwd tot lutherse kerk en voorzien van een nieuwe voorgevel. Deze was ontworpen door stadsarchitect Nicolaas Terburgh die ook het Meisjeshuis ontwierp.
De Lutherse Kerk is de enige Delftse kerk met een houten kap van voor de grote stadsbrand van 1536 die een groot deel van de stad verwoestte.